# Шлезвіг-Гольштейн-Готторпська марка
Шлезвіг-Гольштейн-Готторпська марка (дан. Marck) — грошова одиниця Шлейзвіг-Гольштейн-Готторпського герцогства, яка карбувалася лише 1 рік у 1681 році для розрахунків з Данією для виплати компенсації за користування володіннями. 

## Історія

1 марка, 1681

2 марки, 1681, Ag. 22,26 гр.

13 серпня 1679, через рік після закінчення Франко-голландської війни (1672—1678) та 26 вересня цього ж року, після закінчення Дансько-шведської війни (1675—1679), був підписаний мирний договір Фонтенбло, згідно якого Данія повертала всі свої завойовані землі колишнім власникам. Шлезвіг-Гольштейн-Готторпські землі були повернуті герцогу Кристіану Альбрехту, який повернувся після втечі да своїх володінь у Гамбургу. В договорі наголошувалось на те, що герцог мав оплатити Данії велику суму компенсації за користування землями. Для цього йому довелося закласти декілька замків у Гольштейні. 
У 1681 карбувалися монети для розрахунків з Данією номіналами в 1, 2 марки та 1 талер.
У 1682, не маючи чим оплатити річну компенсацію Данії, Кристіан Альбрехт, хвилюючись за свою власну безпеку, знову втікає до Гамбургу. За борги острів Фемарн переходить у володіння короля Данії Кристіана V.
У 1683 Кристиан V намагається укласти договір, щодо подальшої виплати компенсації, але герцог відмовляється від підписання договору.
У 1684 данський король займає Готторп і оселяється в замку, король Данії складає омаж на єдиного герцога Шлезвіга та Готторпа.
У 1686 через облогу данськими військами Гамбурга, Кристіан Альбрехт змушений був втікати з міста і лише втручання імператора Священної Римської імперії Леопольда I змусило ворогуючі сторони вийти на переговори.
20 червня 1689 Данія з герцогом Шлезвіг-Гольштейн-Готторпа уклала Альтонський договір, згідно якого герцог відновив своє становище та повернувся в Готторп...